# ناثانيل فيليبس
ناثانيل هاري فيليبس (بالإنجليزية: Nathaniel Harry Phillips؛ مواليد 21 مارس 1997) هو لاعب كرة قدم إنجليزي ويلعب حاليًا لصالح نادي ليفربول في الدوري الإنجليزي الممتاز في مركز قلب الدفاع.

## النشأة
ولد فيليبس في بولتن، مانشستر العظمى.

## مسيرته الكروية

### مسيرة مبكرة
في عام 2016، غادر فيليبس أكاديمية بولتن واندررز وتدرب في أكاديمية هدرسفيلد تاون بعد أن حصل على منحة دراسية في جامعة نورث كارولينا في شارلوت. قبل يومين من سفره والذي خطط له إلى الولايات المتحدة، قرر الانضمام إلى أكاديمية ليفربول بدلاً من ذلك.

### ليفربول
في صيف 2018، بدأ فيليبس التدريب مع فريق ليفربول الأول، لكنه ما زال يلعب مع الفريق الرديف.

#### إعارة إلى شتوتغارت وقطع ليفربول للإعارة
في أغسطس 2019، انتقل إلى نادي الدرجة الثانية الألماني نادي شتوتغارت على سبيل الإعارة لنهاية الموسم. ظهر لأول مرة مع شتوتغارت في الجولة الأولى من كأس ألمانيا 2019–20، حيث حل بديل للاعب هولغر بادشتوبر وذلك في مباراة الذهاب أمام هانزا روستوك. ظهر فيليبس لأول مرة في الدوري الألماني الدرجة الثانية 2019–20 في 17 أغسطس 2019 أمام نادي سانت باولي. في 27 ديسمبر 2019، أعلن ليفربول أنه سيتم سحب فيليبس من إعارته في 1 يناير 2020 بسبب أزمة إصابة في مركز الدفاع في النادي. بعد اثني عشر يومًا، بعد ظهوره الأول مع نادي ليفربول في 5 يناير 2020 في مباراة كأس الاتحاد الإنجليزي أمام نادي إيفرتون، تمت إعارته مرة أخرى إلى نادي شتوتغارت. لكي يستكمل فترته المتبقية من الإعارة.

#### العودة إلى ليفربول
في 31 أكتوبر 2020، ظهر فيليبس لأول مرة في مباراة ب‍الدوري الإنجليزي الممتاز مع النادي، حيث لعب في التشكيلة الأساسية للنادي في الفوز 2–1 على وست هام يونايتد. في 10 مارس 2021، ظهر فيليبس لأول مرة في مباراة ب‍دوري أبطال أوروبا، حيث قدم أداء رائع وحصل على جائزة أفضل لاعب في المباراة في المباراة في الفوز 2–0 على آر بي لايبزيغ، وساعد ليفربول على التأهل إلى دور ربع النهائي بمجموع النتائج 4–0.
سجل فيليبس هدفه الأول للنادي في 19 مايو 2021، حيث سجل هدفًا بالرأس وهو ثاني أهداف ليفربول في المباراة خلال الفوز 3–0 خارج الأرض على نادي بيرنلي في الدوري الإنجليزي الممتاز خرج من المباراة ومعه جائزة أخرة كأفضل لاعب في المباراة. في الموسم التالي، لعب فيليبس في فوز ليفربول 2–1 أمام إيه سي ميلان على ملعب سان سيرو ليتصدر ليفربول مجموعته في مرحلة المجموعات في دوري أبطال أوروبا بتحقيقه لستة انتصارات. بعد أيام، تم الكشف عن إصابة فيليبس بكسر في عظام الوجه أثناء المباراة. مع قلة عدد مباريات لعبه في موسم 2021–22، اعترف فيليبس بأنه مستعد لمغادرة النادي في فترة الانتقالات في يناير.

#### إعارة إلى بورنموث
في 31 يناير 2022، انضم إلى نادي بورنموث على سبيل الإعارة حتى نهاية الموسم. فيما يتعلق بهذه الخطوة، علق كلوب قائلاً أنه كان سيحب الاحتفاظ به في صفوف ليفربول وأنه كان لاعب موثوق فيه بشكل لا يصدق؛ حيث أنه يعلم أن فيليبس لن يخذله، وأنه شخصية رائعة في ملعب التدريب. ظهر لأول مرة مع النادي في كأس الاتحاد الإنجليزي، حيث انتهت المباراة بالخسارة 0–1 أمام نادي بوريهام وود. لعب فيليبس أول مباراة له في دوري البطولة الإنجليزية، في الفوز 3–1 أمام برمنغهام سيتي.

## حياته الشخصية
ناثانيال هو ابن جيمي فيليبس وهو لاعب كرة قدم سابق ولعب أيضًا تحت تدريب والده عندما كان في أكاديمية بولتون واندررز.

## وصلات خارجية
- ناثانيل فيليبس على موقع الاتحاد الأوربي (الإنجليزية)
- ناثانيل فيليبس على موقع قاعدة بيانات كرة القدم.إي يو (الإنجليزية)
- ناثانيل فيليبس على موقع ليكيب (الفرنسية)
- ناثانيل فيليبس على موقع Soccerbase.com (لاعب) (الإنجليزية)
- ناثانيل فيليبس على موقع Soccerway.com (الإنجليزية)
- ناثانيل فيليبس على موقع عالم كرة القدم.نت (الإنجليزية)